# Spahići (Chorwacja)
Spahići – wieś w Chorwacji, w żupanii karlowackiej, w gminie Bosiljevo. W 2011 roku liczyła 32 mieszkańców.